# Uncarina
Uncarina, biljni rod iz porodice sezamovki smješten u tribus Pedalieae. Sastoji se od 14 vrsta, sve su endemi sa Madagaskara,

## Opis
Drveće i grmovi  iz porodice Pedaliaceae. Podrijetlom su s Madagaskara. To listopadno grmlje ponekad se može smatrati malim drvećem jer naraste do 25 stopa (7,6 m) visoko. Listovi su ovalni i zeleni, a cvjetovi zvonasti i cjevasti. Uncarine lako cvjetaju, a upečatljiva je vizija kada su prekrivene cvjetovima. Kapsule sjemena imaju male kukaste harpune.
Ima ih oko 15 vrsta i sve su u uzgoju. Cvjetovi su u tri boje: crvena, bijela i žuta. Ovo posljednje je najčešće. Samo jedna vrsta ima pravi kaudeks, Uncarina roeoesliana. Također najlakše cvjeta i može cvjetati već dok je još mala. Najrjeđa je Uncarina leptocarpa, jedina vrsta s bijelim cvjetovima.

## Vrste
1. Uncarina abbreviata (Baill.) Ihlenf. & Straka
2. Uncarina ankaranensis Ihlenf.
3. Uncarina decaryi Humbert ex Ihlenf.
4. Uncarina grandidieri (Baill.) Stapf
5. Uncarina ihlenfeldtiana Lavranos
6. Uncarina leandrii Humbert
7. Uncarina leptocarpa (Decne.) Ihlenf. & Straka
8. Uncarina peltata (Baker) Stapf
9. Uncarina perrieri Humbert
10. Uncarina platycarpa Lavranos
11. Uncarina roeoesliana Rauh
12. Uncarina sakalava Humbert
13. Uncarina stellulifera Humbert
14. Uncarina turicana Lavranos